# NGC 1045
NGC 1045 ist eine elliptische Galaxie vom Hubble-Typ E/S0 im Sternbild Walfisch südlich des Himmelsäquators. Sie ist schätzungsweise 206 Millionen Lichtjahre von der Milchstraße entfernt und hat einen Durchmesser von etwa 95.000 Lj.
Im selben Himmelsareal befinden sich u. a. die Galaxien NGC 1011, NGC 1013, NGC 1017, IC 247.
Entdeckt wurde das Objekt am 28. November 1785 vom deutsch-britischen Astronomen William Herschel.